# La Femme
La Femme é um grupo de rock francês cujos membros são de origem de Biarritz, Bretanha, Marselha e Paris.

## Formação
Os fundadores do grupo Sacha Got (guitarra, theremin ) e Marlon Magnée (teclado) se conheceram no colégio em Biarritz. Marlon conheceu Sam Lefèvre (baixo) e Noé Delmas (bateria) em Paris, assim como Lucas Nunez Ritter, o grupo adotou o nome nome de La Femme em 2010. O grupo conheceu a cantora principal, Clémence Quélennec, pela Internet.
Em 2010, o grupo lançou seu primeiro EP pela gravadora BEKO DSL. Um EP intitulado Le podium #1 em 2011 e produzido no festival Inrocks em La Cigale em novembro do mesmo ano. O grupo lançou o EP intitulado La Femme, em fevereiro de 2013 e foi capa da revista Magic no mesmo mês. Álbum de estreia do Psycho Tropical Berlin foi lançado em 8 de abril de 2013. Em dezembro de 2015, a revista Les Inrocks classificou o album Psycho Tropical Berlin em segundo lugar no ranking dos melhores álbuns do ano.
Em fevereiro de 2014 , o grupo ganhou o Victoires de la musique 2014 na categoria álbum revelação do ano.
Em março de 2016 , La Femme anuncia seu retorno com um single, intitulado Sphynx, cujo clipe é dirigido por Marlon Magnée, um dos integrantes do grupo. Este título precede o lançamento de um álbum anunciado para o outono de 2016.
Em junho de 2016, o grupo lança Où va le monde?, um segundo single de seu novo álbum Mystère, que foi lançado em 2 de setembro . Em julho, o grupo anunciou que faria uma parceria com a banda Red Hot Chili Peppers durante algumas datas de sua turnê.
Em fevereiro de 2017, La Femme ganhou em segundo lugar como "O melhor album de rock do ano" com o seu album Mystère, no "Victoires de la musique 2017".
Em setembro de 2018, o grupo compôs a música Runway, de 20 minutos, para o desfile da primeira coleção de Céline dirigida pela estilista Hedi Slimane.
Em abril de 2021, o grupo lançou um álbum chamado Paradigms. O primeiro single deste álbum, foi lançado em setembro de 2020, seguido pelo single Cool Colorado em novembro de 2020 e o single Disconnexion em dezembro de 2020. Os clipes desses três singles foram todos filmados na boate parisiense Petit Palace.

## Influências
A música do La Femme tem como influências grupos como Taxi Girl, Young Marble Giants, X-Ray Pop, Velvet Underground, Kraftwerk ou surf music.

## Discografia

### Álbuns
2024: Rock machine
1. clover paradise
2. Venus
3. Ciao paris!
4. Love is over
5. Waiting in the dark
6. My generation
7. Sweet babe
8. Yeah baby
9. Believe in rock and roll
10. i gonna make a hit
11. White night
12. Goodbye tonight
13. Amazing